# 冯铨
馮銓（1595年—1672年），字伯衡，號震鷺（振鷺，尊称振翁），晚年號鹿菴。直隶涿鹿中衛籍（今河北涿州市）昌黎县人。明末清初政治人物，兩朝皆官至大學士。

## 生平
馮銓為薊遼兵備道馮盛明之子。萬曆三十七年（1609年）舉己酉科順天鄉試四十四名，萬曆四十一年（1613年）中進士，年僅十九，改庶吉士，四十四年授翰林院檢討，四十六年起居館纂修，四十七年禮部會試房考。天啓四年升右春坊右贊善、升左諭德，管诰敕撰文，五年充經筵日講官，轉少詹事。天啟間附和魏忠賢，參與殺害楊漣、熊廷弼等，充《三朝要典》總裁官。五年遷禮部右侍郎，協辦東閣太學士，升禮部尚書，進文淵閣大學士，加太子太保，充实录总裁官。天啟六年（1626年）加少保兼太子太保、户部尚書，津武英殿大学士，因阉党内斗，遭政敌崔呈秀唆使他人攻击弹劾，最终回籍閒住，崇禎二年（1629年）削籍为民，家居十七年。馮銓家居期間逢崇禎二年（1629年）己巳之變，當時自澳門啟程押運槍砲等火器至北京的陸若漢、公沙·的西勞等澳人在抵京前，赴涿州暫避後金兵鋒，馮會同涿州知州陸燧、都司孫學詩，徵集人手接應運械隊伍，並守衛涿州。
清顺治元年（1644年），受多爾袞徵用，以大學士原銜入內院，佐理機務。后累官礼部尚书，加少傅兼太子太傅，弘文院大学士，加少师兼太子太师。上疏请恢复明朝票拟旧制，与谢升议定郊社、宗庙乐章。曾参与《三国演义》翻译成满文的工作，1650年刊印。顺治十三年以年老离职，仍留备顾问。康熙十一年（1672年）卒於涿州。谥文敏。

## 事跡
馮銓效力清朝，“举家男妇，皆效满装”。他对多尔衮说：“一心可以事二主，二心不可侍一君。”
姜瓖归顺之时，冯铨向姜瓖索馈3万两。多次受言官弹劾。浙江道监察御史吴达奏章，“狐媚成奸，豺狼成性，蠹国祸民，如今日之冯铨者也”。順治十一年（1654年）馮詮藉陳名夏案彈劾了四十一名南方籍漢官，以致人心惶惶。順治帝以基礎未穩，不想激化矛盾，親自警告馮銓，莫再興風作浪。顺治十二年（1655年）母丧，未守孝，“入直如故”，遭顺治帝斥責。

## 著作
冯铨书法頗有造诣。《快雪堂法帖》即为冯铨所辑。亦曾临《兰亭序》，今藏于故宫博物院。

## 家族
曾祖馮尚賢。祖父馮從訓，封中宪大夫。其父馮盛明是進士出身，官河南左布政，後任薊遼兵備道，皇太極陷遼陽，棄官而歸，被熊廷弼治罪。
有子馮源淮、馮源濟、馮源沂。